# Абхайнагар
Абхайнагар (бенг. অভয়নগর, англ. Abhaynagar) — город на западе Бангладеш, административный центр одноимённого подокруга. Площадь города равна 10,34 км².

## Демография
По данным переписи 2001 года, в городе проживало 28 597 человек, из которых мужчины составляли 53,67 %, женщины — соответственно 46,33 %. Уровень грамотности населения составлял 39 % (при среднем по Бангладеш показателе 43,1 %). Плотность населения равнялась 1895 чел. на 1 км².